# Олефиренко, Надежда Фёдоровна
Надежда Фёдоровна Олефиренко (укр. Надія Федорівна Олефіренко; 17 июня 1935, с. Гута Богуславского района Киевской области, УССР — 7 апреля 2012 года) — украинский советский новатор производства в радиопромышленности. Герой Социалистического Труда (1974).

## Биография
Родилась 17 июня 1935 года в селе Гута Богуславского района Киевской области Украинской ССР (ныне — Украина). Украинка.
С 1955 года — звеньевая колхоза, бригадир садово-паркового хозяйства. В 1959 году вступила в КПСС.
Член КПСС с 1959 года. Работая штамповщицей с 1961 года на Киевском радиозаводе Министерства общего машиностроения СССР, добилась значительных успехов в выполнении и перевыполнении производственных планов, взятых на себя социалистических обязательств.
За высокие трудовые достижения по итогам семилетнего плана (1959—1965) награждена орденом Трудового Красного Знамени.
Указом Президиума Верховного Совета СССР (с грифом «не подлежит опубликованию») от 16 января 1974 года за выдающиеся успехи в выполнении и перевыполнении планов 1973 года и принятых социалистических обязательств Олефиренко Надежде Фёдоровне присвоено звание Героя Социалистического Труда с вручением ордена Ленина и золотой медали «Серп и Молот».
Наставник молодежи.
Избиралась делегатом XXIII (1966) и XXIV (1971) съездов КПСС.
Была депутатом Верховного Совета СССР 9—10-го созывов.
Проживала в Киеве. Умерла 7 апреля 2012 года. Похоронена в Киев.

## Награды
Награждена:
- золотая медаль «Серп и Молот»
- орден Ленина
- орден Трудового Красного Знамени.